# Azərbaycan Mərkəzi Bankı
Az Azərbaycan Mərkəzi Bankı Azerbajdzsán központi bankja. Székhelye a fővárosban, Bakuban található. 

## Története
A bank alapító okiratát az Azerbajdzsáni Demokratikus Köztársaság kikiáltása (1918. május 28.) után rövid idővel, 1919. szeptember 16-án fogadták el. A bank 1919. szeptember 30-án kezdte meg működését. Miután Azerbajdzsánt 1920. április 28-án elfoglalta a szovjet hadsereg, az ország pénzintézeti rendszerét felszámolták. A bank neve az Azeri Nép Bankja lett. Minden bankot és hitelintézetet államosítottak, és beolvasztották a Nép Bankjába, ezzel a banki üzlet teljességgel állami monopólium lett.
Az 1991. május 25-én elfogadott törvény az Azerbajdzsáni Köztársaság gazdasági függetlenségéről megteremtette az ország független bankrendszerének és nemzeti valutájának jogi alapjait, illetve meghatározta a központi bank feladat- és hatáskörét. Az állam függetlenségének helyreállítása 1991. október 18-án lehetővé tette a bankrendszer újraindítását. Az ország központi bankját elnöki rendelettel 1992. február 11-én alapították a korábbi Promsztrojbank, a szovjet Agromprombank azerbajdzsáni bankjának alapjain.
Egy 2009. március 18-án tartott népszavazás eredményeképpen az addig Nemzeti Banknak nevezett intézmény új neve az Azerbajdzsáni Köztársaság Központi Bankja lett.

## Célja és feladatai
A központi bankról szóló, 2004. december 10-én elfogadott törvény szerint az intézmény fő célja az árstabilitás fenntartása. További céljai a bankrendszer és a pénzforgalom rendszerének biztosítása. Ezeknek a céloknak az elérése érdekében a központi bank
- meghatározza és a gyakorlatban megvalósítja az ország monetáris és devizapolitikáját;
- megszervezi a pénzforgalmat;
- bankjegyet bocsát ki és von vissza a forgalomból;
- rendszeresen meghatározza és közzéteszi a manat hivatalos árfolyamát;
- szabályozza és ellenőrzi a devizagazdálkodást a törvénynek megfelelően;
- arany- és devizatartalékot képez;
- fizetési mérleget készít és részt vesz az ország tervezett fizetési egyenlegének az elérésében;
- engedélyezi, szabályozza és felügyeli az országban folytatott banki tevékenységet;
- meghatározza, koordinálja és szabályozza a pénzforgalmi tevékenységet, és áttekintést nyújt róla.

## Szervezete és vezetősége
A központi bank szervezetéhez tartozik a vezetőség, a központi szervezet és a helyi fiókokat Nahicseván, Gandzsa, Yevlax, Xaçmaz, Göyçay és Biläcäri). A központi szervezet belső ellenőrzésre és egyéb szervezeti egységekre oszlik. A bankot hét tagú vezetőség irányítja, amelynek élén az elnök van. Négy tag a bank állandó alkalmazottja, kettő pedig külsős. Az elnök és a négy alkalmazott alkotja az igazgatóságot. Mindannyiukat öt évre nevezik ki. A bank kizárólag a köztársasági elnöknek felel.
A bank elnöke 2010 óta Elman Rustamov, az igazgatóság tagjai pedig Alim Guliyev, Aftandil Babayev, Vadim Khubanov és Khagani Abdullayev.

## Fordítás
- Ez a szócikk részben vagy egészben  a   Central Bank of Azerbaijan című angol Wikipédia-szócikk ezen változatának fordításán alapul.  Az eredeti cikk szerkesztőit annak laptörténete sorolja fel. Ez a jelzés csupán a megfogalmazás eredetét és a szerzői jogokat jelzi, nem szolgál a cikkben szereplő információk forrásmegjelöléseként.